# 越中瀬戸焼
越中瀬戸焼（えっちゅうせとやき）は富山県立山町上末、瀬戸地区で焼かれる陶器。

## 概要
上末は、平安時代初めから須恵器を焼いた有数の古窯であり、桃山時代や文禄・慶長年間には前田利長の保護を受けた尾張瀬戸の彦右エ門・小二郎・孫市・市右エ門・長八らが窯を開き、新たな瀬戸村が誕生した。しかし、明治・大正時代と進むにつれて多くの窯は瓦業に転じ、陶器製業は廃れた。昭和時代に入り、地元有志によって瀬戸焼保存会が設立され、陶器製産が復活した。

## 特徴
鉄分が少なく粒が細かい地元の「白土」を用いること、植物灰などを原料とする釉薬を用いた多彩で大胆な施釉が特徴である。
スティーブ・ジョブズも愛用したという。